# لورين لايلي
لورين لايلي (بالإنجليزية: Lauren Lyle)‏ هي ممثلة بريطانية، ولدت في 12 يوليو 1993.

## وصلات خارجية
- لورين لايلي على موقع IMDb (الإنجليزية)
- لورين لايلي على موقع ألو سيني (الفرنسية)
- لورين لايلي على موقع قاعدة بيانات الفيلم (الإنجليزية)